# San Martín de la Petaca
San Martín de la Petaca är en ort i Mexiko.   Den ligger i kommunen San Miguel de Allende och delstaten Guanajuato, i den centrala delen av landet, 250 km nordväst om huvudstaden Mexico City. San Martín de la Petaca ligger 1 890 meter över havet och antalet invånare är 341.
Terrängen runt San Martín de la Petaca är platt västerut, men österut är den kuperad. Runt San Martín de la Petaca är det ganska tätbefolkat, med 96 invånare per kvadratkilometer. Närmaste större samhälle är San Miguel de Allende, 15,9 km söder om San Martín de la Petaca. Trakten runt San Martín de la Petaca består i huvudsak av gräsmarker.